# Supergrawitacja
Supergrawitacja (skrót: SUGRA z ang. supergravity) – fizyczna teoria pola łącząca supersymetrię z ogólną teorią względności. W teorii tej supersymetria jest symetrią lokalną. W wyniku jej rozwinięcia o oddziaływania elektromagnetyczne i jądrowe (odrzucona już) kandydatka na tzw. Teorię Wszystkiego.
Teoria supergrawitacji została sformułowana w 1976 r. przez trzech fizyków z Uniwersytetu w Stony Brook: Daniela Freedmana, Sergio Ferrarę i Petera van Nieuwenhuizena. Powstała jako rozwinięcie myśli z wcześniejszej teorii Kaluzy-Kleina. Supergrawitacja, już po dalszych udoskonaleniach, opierała się na koncepcji nie pięcio-, a jedenastowymiarowej hiperprzestrzeni.
Sformułowanie superteorii Kaluzy-Kleina w 11 wymiarach wymagało znacznego zwiększenia liczby składników w tensorze Riemanna, który w ten sposób stał się supertensorem Riemanna. Łączył on teraz w sobie zarówno oddziaływania (grawitacyjne, elektromagnetyczne, jądrowe) jak i materię:
W latach 80. zaczęto jednak dostrzegać problemy związane z supergrawitacją. W żadnym z eksperymentów nie wykryto s-cząstek (supercząstek), których istnienia wymaga koncepcja supersymetrii. Stało się też jasne, że supergrawitacji nie da się poprawnie skwantować. Teoria ta nie poddaje się renormalizacji, czyli nie można pozbyć się nieskończoności powstających przy zastosowaniu poprawek kwantowych do OTW.
Te i inne problemy sprawiły, że zainteresowanie fizyków zaczęło się kierować w stronę teorii superstrun (1984 r.).
Tak jak każda polowa teoria grawitacji, teoria supergrawitacji zawiera w sobie pole o spinie 2, którego kwantem jest grawiton. Supersymetria wymaga od pola grawitonów, aby miało superpartnera. To pole ma spin wynoszący 3/2 i grawitino jako kwant. Liczba pól grawitin równa się liczbie supersymetrii.